# Spirama confusa
Spirama confusa là một loài bướm đêm trong họ Erebidae.